# Deny Flight hadművelet
A Deny Flight (Repülési tilalom) hadművelet a NATO légi hadművelete volt a délszláv háború idején, célja a Bosznia-Hercegovina repüléstilalmi övezet légterének biztosítása (főként a Jugoszláv Légierő katonai repülőgépeivel szemben), amelyet az ENSZ BT rendelt el a március 31-én kelt 816. határozatával. A hadműveletet 1993. április 12-én indították meg, melyet később kiterjesztettek a stabilizációs haderő és a humanitárius segélyek bosnyák területen, közvetlen légi támogatással történő célba juttatásának biztosítására is. A műveletekben tizenkét NATO-tagállam vett részt. Az 1995. december 20-án véget ért légi hadműveletben a NATO-repülőgépek 100 420 bevetést teljesítettek.
A hadművelet fontos szerepet játszott mind a boszniai háború, mind a NATO történetében. A hadművelet keretében jegyezték fel a NATO történetének első háborús fellépését egy 1994. február 28-i légi csatát Banja Luka felett, 1994 áprilisában pedig egy Goražde melletti hadművelet során a NATO repülőgépei először bombáztak földi célpontokat. Ezek az események megmutatták, hogy a NATO alkalmazkodott a hidegháború utáni korszakhoz. Az ENSZ és a NATO együttműködése a művelet során szintén hozzájárult a jövőbeli közös műveletek előkészítéséhez és bár segített az ENSZ-NATO kapcsolatok további kialakításában, konfliktushoz is vezetett a két szervezet között, miután a NATO-bombázásra válaszul az ENSZ békefenntartóit túszul ejtették. A Deny Flight műveletei a boszniai háború több mint két évét ölelték fel, és fontos szerepet játszottak a konfliktus során. Sikeresnek bizonyultak abban, hogy megakadályozták a konfliktusban résztvevő felek légierejének jelentős felhasználását. A Deny Flight során végrehajtott légicsapások a Deliberate Force hadművelethez, egy hatalmas NATO bombázási kampányhoz vezettek Boszniában, amely kulcsszerepet játszott a háború befejezésében.

## Előzmények
1992 októberében, a boszniai háború kezdetén az Egyesült Nemzetek Biztonsági Tanácsa elfogadta a 781. számú határozatot. Ez a határozat megtiltotta a jogosulatlan katonai repüléseket a boszniai légtérben. A határozatot követően a NATO megkezdte a Sky Monitor hadműveletet, amelynek során a NATO-erők figyelték a repülési tilalmi zóna megsértését anélkül, hogy bármilyen katonai lépést tettek volna a megsértőkkel szemben. 1993 áprilisáig a NATO-erők a repüléstilalmi zóna több mint 500 megsértését dokumentálták. Válaszul a boszniai légteret érintő „kirívó” megsértésekre az ENSZ Biztonsági Tanácsa meghozta a 816. számú határozatot.
Míg a 781-es határozat csak a katonai repülést tiltotta, a 816-os határozat tiltott minden repülést a boszniai légtérben, kivéve azokat, amelyeket az ENSZ zágrábi Repülési Koordinációs Központja kifejezetten engedélyez. A határozat arra is felhatalmazta az ENSZ tagállamait, hogy „tegyenek meg minden szükséges intézkedést... a repüléstilalmi övezetre vonatkozó korlátozások betartásának biztosítására”. Erre az állásfoglalásra válaszul a NATO 1993. április 12-én megkezdte a Deny Flight hadműveletet. A Deny Flight eredetileg csak a repüléstilalmi zóna érvényesítését szolgálta; azonban több NATO-tagállam, köztük az Egyesült Államok is, alig várta, hogy megtalálja a módját a háború befejezésének és a civilek helyzete javításának remélve, hogy a katonai akció elősegítheti ezt. Az Egyesült Államok már egyoldalú lépéseket tett a konfliktusba keveredett civilek megsegítésére, a Provide Promise hadművelet keretében humanitárius szállítmányokat dobva Boszniába, és sok amerikai tisztviselő katonai erő alkalmazása mellett érvelt. Ezek a tisztviselők alig várták, hogy a Deny Flight révén kiterjesszék az Egyesült Államok légi hadműveleteit, remélve, hogy egy agresszív repüléstilalmi zóna és az esetleges légicsapások gyorsabban véget vetnek a konfliktusnak. A NATO-erők a hadműveletek második napján szenvedték el első veszteségüket, amikor egy francia Mirage 2000 technikai hiba miatt belezuhant az Adriai-tengerbe. A pilóta biztonságosan katapultált.

## A repüléstilalmi zóna érvényesítése
Elfogadása után a Deny Flight hadmávelet viszonylag sikeresnek bizonyult abban, hogy megakadályozza, hogy merevszárnyú repülőgépek átrepüljenek Bosznia korlátozott légterén. A Sky Monitor hadművelet megfigyelési szakaszában az illetéktelen merevszárnyú repülések száma átlagosan húsz volt havonta, de a Deny Flight idején ez az átlag háromra csökkent. A konfliktus idején becslések szerint mindössze 32 merevszárnyú katonai repülőgép tartózkodott Boszniában, mindegyik a volt Jugoszláv Néphadseregnek a boszniai szerbek birtokában levő gépe volt. Így a NATO-nak elsősorban azt kellett megakadályoznia, hogy a gépek Horvátország és Szerbia felől behatoljanak a boszniai légtérbe.
A repüléstilalmi zóna első súlyos megsértése 1994. február 28-án történt, amikor hat szerb J-21 Jastreb repülőgép bombázott egy boszniai gyárat. Az amerikai légierő F-16-osai Banja Luka felett a hat szerb repülőgépből négyet lelőttek. Ez az összecsapás volt a Deny Flight hadművelet első harci összecsapása, egyben az egyetlen jelentős légi harci összecsapása. Talán még fontosabb, hogy a Banja Luka-i incidens egyben az első harci összecsapás volt a NATO történetében. A szerbek az ötödik repülőgép elvesztését is elismerték az incidens során.
Míg a Deny Flight viszonylag sikeres volt a merevszárnyú repülőgépek repüléseinek leállításában, a NATO-erők nagyon nehéznek találták a helikopteres repülések leállítását, ami bonyolultabb kihívást jelentett. A konfliktusban részt vevő felek széles körben használtak helikoptereket nem katonai célokra, és e repülések egy részét az ENSZ engedélyezte. A hadművelet bevetési szabályai szerint a NATO vadászgépei csak ellenséges cselekményt elkövető helikopterek lelövésére voltak jogosultak. Ellenkező esetben a NATO-vadászok a „leszállásra vagy kilépésre”, más szóval a repülőgép leszállására vagy a repülési tilalmi zóna elhagyására adtak ki parancsot. A boszniai légtérben lévő helikopterek jellemzően leszállással teljesítették ezeket a parancsokat, de a NATO-erők távozása után ismét felszálltak. A konfliktusban részt vevő felek egyike sem tartotta tiszteletben a helikopterrepülési tilalmat, ezt bizonyította, amikor Ratko Mladić a BBC újságírójának a tilalom megsértésére vonatkozó kérdésére a következő kijelentéssel válaszolt: „A boszniai szerb fegyveres erők parancsnoka nem ül szamárra.”
A helikopterek megtévesztő jelölései tovább bonyolították a NATO-pilóták helyzetét. A katonák közül sokan úgy festették le helikoptereiket, hogy olyan szervezetekhez hasonlítsanak, amelyeket az ENSZ Zágrábi Repülési Koordinációs Központja korlátozott térben történő repülésre engedélyezett. Például a Boszniai Szerb Köztársaság hadserege gyakran festett Vöröskereszt emblémát helikoptereire, a horvát helikopterek pedig az ENSZ humanitárius helikoptereihez hasonló jelöléseket kaptak. Ezeknek a helikoptereknek a megkérdőjelezhető azonossága különösen problematikussá vált az iraki Black Hawk incidens után, mivel a NATO-pilóták vonakodtak attól, hogy egyértelmű azonosítás nélkül intézkedés alá vonják a potenciális harci gépeket. A hadviselés szabályai és a repülőgép-azonosítás nehézségei miatt a NATO-erők képtelenek voltak megállítani a legtöbb jogosulatlan helikopterrepülést, így a konfliktus során összesen 5711 illetéktelen repülést dokumentáltak.

## A közeli légi támogatás és a légicsapások

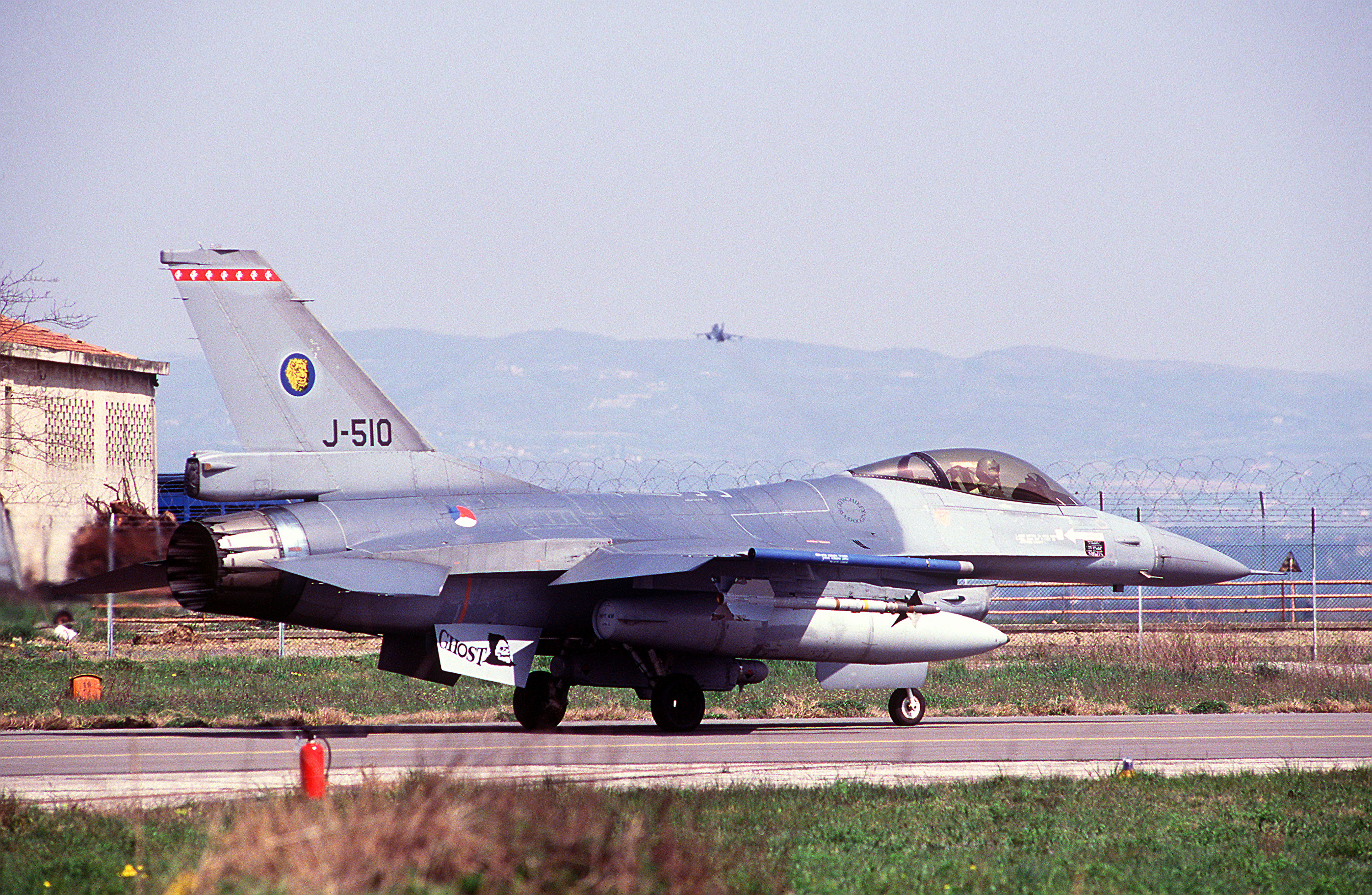
A holland légierő F-16 Fighting Falcon repülőgépe indul a Deny Flight hadművelet támogatására, amely az Egyesült Nemzetek Szervezete által szankcionált repüléstilalmi övezetet ellenőrzi Bosznia-Hercegovina felett.

Még a Deny Flight hadművelet megkezdése előtt számos amerikai tisztviselő lobbizott a NATO légiereje boszniai szerepének jelentős kiterjesztéséért. Bill Clinton 1992-es, az Egyesült Államok elnökségéért folytatott kampánya során „emelkedj fel és csapj le” („lift and strike”) politikát ígért, amely magában foglalta a boszniai szerb erők elleni légicsapások alkalmazását is. A Flight Deny hadművelet megkezdése után az Egyesült Államok tisztviselői, köztük Clinton elnök, a kibővített küldetést szorgalmazták. Miután a boszniai szerbek 1993. május 6-án elutasították a Vance-Owen tervet, Clinton és más amerikai tisztviselők fokozták ezeket a felhívásokat, és megvitatták annak lehetőségét, hogy nagyszabású csapásokkal kényszerítsék a szerbeket az elfogadásra. Végül nem hagytak jóvá vagy hajtottak végre ilyen csapásokat, de az amerikai tisztviselők nyitottabbá váltak a légierő kényszerítésre való felhasználásának gondolatára.
1993 júniusában, részben az Egyesült Államok nyomására, a Biztonsági Tanács elfogadta 836. számú határozatát, amely felhatalmazta a NATO-erőket, hogy kérésükre közeli légi támogatást nyújtsanak az UNPROFOR erőknek. A légi támogatás kérésének eljárása meglehetősen nehéz volt, mivel mind az ENSZ-nek, mind a NATO-nak jóvá kellett hagynia. Az ENSZ jóváhagyása megszerzésére kapcsolatba kellett lépni az ENSZ New York-i főhadiszállásával, ami az időzónák közötti különbségek miatt szinte lehetetlenné tette a hatékony koordinációt. Az ENSZ jóváhagyási folyamata később némileg leegyszerűsödött, amikor Butrosz Butrosz-Gáli ENSZ főtitkár átruházta a légicsapások engedélyezésének felhatalmazását boszniai különleges képviselőjére, Jaszusi Akasira. A kettős jóváhagyás megszerzése azonban még az egyszerűsítés után is problémás maradt, mivel az összes kérelmet először az ENSZ kiseljaki légi műveleti központjában kellett feldolgozni, majd a teljes kérelmet az UNPROFOR parancsnoki láncán át kellett eljuttatni Akasinak. Miután Akasi jóváhagyta a kérést, kérést intézett a NATO-parancsnokokhoz, akiknek vissza kellett adniuk a parancsot a parancsnoki láncra, és koordinálniuk kellett a szárazföldi erőkkel.
A nehéz kettős engedélyezési intézkedés miatt a NATO több hónapig nem teljesítette szoros légi támogatási küldetését. Ennek ellenére a NATO hamarosan megkezdte a harmadik küldetés további tervezését: az Egyesült Államok által javasolt légicsapásokat. A NATO először 1993 augusztusában, a Szarajevó ostroma megszüntetésére irányuló terv részeként készült fel a Deny Flight keretében alkalmazott légicsapások végrehajtására. Diplomáciai beavatkozás után a terv nem valósult meg, de hamarosan precedens született a légicsapások esetleges alkalmazására. 1994 februárjában, a szarajevói piactéri bombázás után a NATO ultimátumot intézett a szerbekhez, hogy a Szarajevó környéki tilalmi zónából vonják ki az összes nehézfegyvert, különben nézzenek szembe bombázással. A boszniai szerbek eleget tettek a NATO követeléseinek, és nem hajtottak végre további támadást.

### Goražde

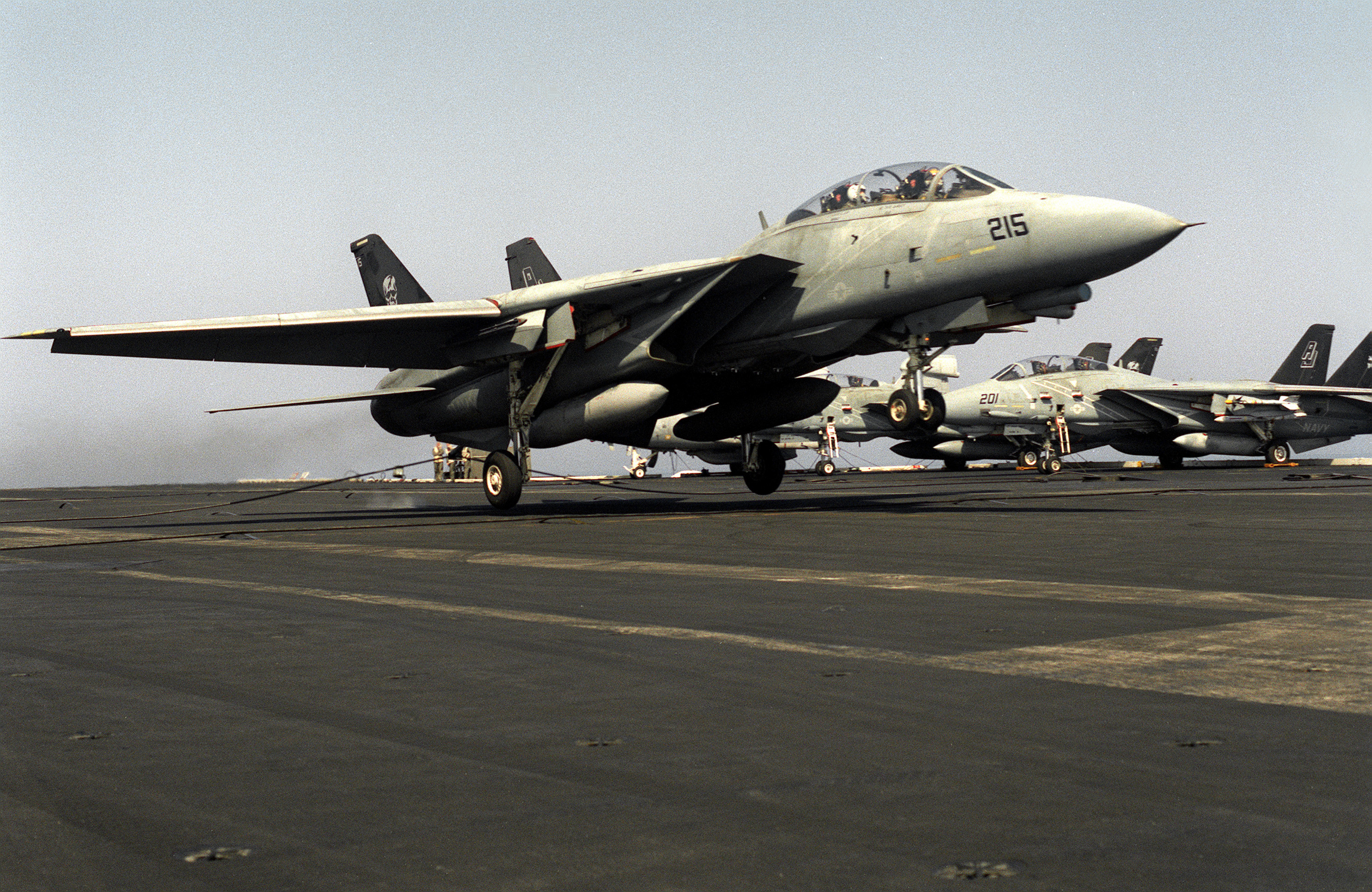
A USAF 84 vadász-századának (VF-84) F-14A Tomcat repülőgépe száll le a USS Theodore Roosevelt (CVN-71) nukleáris meghajtású repülőgép-hordozóra a Deny Flight művelet során

1994 áprilisában a boszniai szerb erők támadást indítottak az ENSZ goraždei biztonsági övezete ellen. Kezdetben William Perry amerikai védelmi miniszter azt mondta újságíróknak, hogy az Egyesült Államok „nem lép be a háborúba, hogy megakadályozza” a szerbeket Goražde lerohanásában, más magas rangú tisztviselők pedig nyilvánosan alábecsülték a légicsapások alkalmazásának lehetőségét. Néhány nappal a támadás után azonban a szerb tűzben számos UNPROFOR katona megsérült, és egy meg is halt. Így Michael Rose tábornok, az UNPROFOR parancsnoka a 836. ENSZ BT-határozat mandátuma alapján NATO-csapásokat kért.
Április 10-én a kérésnek megfelelően az amerikai légierő két F-16-osa 4 bombát dobott szerb célpontokra, köztük egy harckocsira és egy parancsnoki állásra. Másnap az amerikai tengerészgyalogság két F/A-18C repülőgépe további célpontokra csapott le a területen. Ugyanezen a napon Ratko Mladić tábornok, a boszniai szerb hadsereg parancsnoka felhívta Rose tábornokot, és megfenyegette, mondván: „Még egy támadás, és lelöveti a repülőgépeket – nem garantálhatja az UNPROFOR biztonságát, és megtámadja az UNPROFOR-t és főhadiszállását”. Fenyegetését beváltva, április 12. és április 14. között Mladić utasította erőit, hogy kerítsék be a 150 UNPROFOR békefenntartót, és gyakorlatilag ejtsék túszul őket. Mladić ezután felhívta Rose tábornokot, és azt mondta neki, hogy „ha a NATO nem hagyja abba akcióit, egyetlen ENSZ-katona sem távozik élve.” Az UNPROFOR túszai közül néhány NATO-tagállamból, nevezetesen az Egyesült Királyságból és Franciaországból származott, akik a csapások azonnali befejezését szorgalmazták, mert féltették személyi állományuk biztonságát. A brit és francia aggodalmakra reagálva a NATO ideiglenesen visszahívta erőit, de április 15-én a megnövekedett szerb támadásokra válaszul ismét repülőgépeket telepítettek a térségbe.
Ahogy Mladić megígérte, Goražde körül a boszniai szerb hadsereg megpróbálta lelőni a NATO repülőgépeit. 1994. április 15-én egy francia Dassault Étendard IV repülőgépet miközben felderítő küldetést végzett a területen, szárazföldi tűz érte. A repülőgép megsérült, de épségben visszarepült hordozójára, a Clemenceau anyahajóra. Április 16-án a HMS Ark Royal brit repülőgép anyahajó egyik Sea Harrierét hívták az ENSZ-erők, hogy egy harckocsira csapást mérjen. Többszöri sikertelen célzás után a Sea Harriert egy boszniai szerb vállról indított föld-levegő rakétával lelőtték. A pilóta biztonságosan katapultált, és kimentették, de a gépe megsemmisült. A Harrier lelövése után a NATO nem hajtott végre további csapásokat Goražde környékén, és április 17-én Mladić szabadon engedte az általa ejtett túszok nagy részét. A következő napokban a szerbek Goražde térségében több tűzszünetben állapodtak meg, majd megszegték azt. Goražde biztosítására és az egyezmények szerbek általi tiszteletben tartásának kikényszerítésére a NATO és az ENSZ ultimátumot intézett a boszniai szerb erőkhöz, hogy hagyják abba támadásaikat és vonják ki erőiket, különben április 22-én újabb légicsapásokra kell számítani. A szerbek az ultimátumnak, amely megkövetelte a nehézfegyverek visszavonását egy 20 kilométeres zónából, és az összes erőt egy 3 kilométeres zónából, eleget tettek. Mivel a szerbek betartották az egyezményt, a NATO Goražde környékén beszüntette tevékenységét.

### Szarajevó

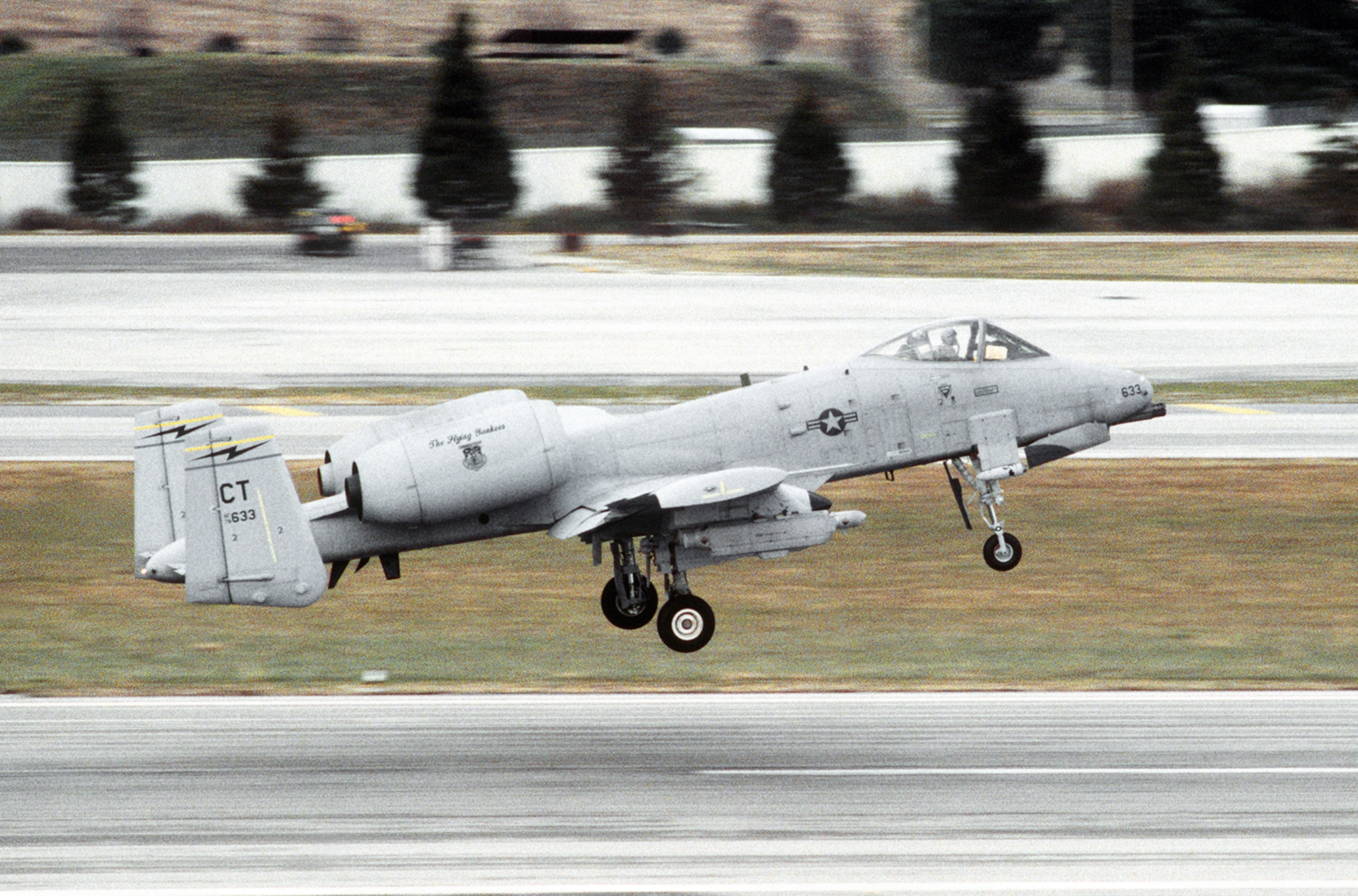
A USAF 118. vadász-századának A-10A Thunderbolt II gépe száll fel az olaszországi Aviano légitámaszpontjáról 1994-ben a boszniai repüléstilalmi zónába irányuló bevetésére.

1994 februárjában a NATO nehézfegyverzeti tilalmi zónát hozott létre Szarajevó körül, és számos helyszínen begyűjtötte a fegyvereket. Augusztus 5-én, egyértelműen megsértve a tilalmi övezetre vonatkozó megállapodást, a VRS több fegyvert foglalt le az Illidža fegyverbegyűjtő helyről. A lefoglalás során a szerb erők megsebesítettek egy ukrán UNPROFOR békefenntartót. A támadásra válaszul az ENSZ ismét a NATO légi támogatását kérte. Két amerikai A-10-es repülőgép többször is szerb célpontokat támadott, és a szerbek visszavitték a lefoglalt fegyvereket a gyűjtőhelyre.
Szeptember 22-én, miután a szerb erők megtámadtak egy francia páncélozott szállító harcjárművet, az UNPROFOR ismét NATO légi támogatást kért Szarajevó térségében. Válaszul két brit SEPECAT Jaguar repülőgép egy szerb harckocsira csapott le, és megsemmisítette azt.

### A Banja Luka-i incidens
1994. február 28-án a NATO Magyarország felett tartózkodó légtérellenőrző repülőgépe két amerikai F-16-ost irányított Banja Lukától délre, ahol hat J-21 Jastreb és két J-22 Orao éppen bázisára repült vissza, miután a repüléstilalmi zóna kirívó megsértésével bombázták a novi travniki „Bratstvo” fegyvergyárat. Négy szerb repülőgépet lelőttek, egy másik pedig lezuhant, miközben alacsonyan repülve próbált menekülni. Ez volt a NATO történetének első légicsatája.

### Bihács és Udbina
1994 októberében és novemberében, Bihács ostroma idején a muszlim-horvát szövetség Bosznia távoli északnyugati részén, Bihács városa körül indított nagy offenzívát. A szerbek hamarosan ellentámadásba lendültek, és hadműveletük támogatására a horvátországi szerb Krajinában található, Bihácstól délre fekvő udbinai, egykori JNA katonai repülőtérről légicsapásokat indítottak. A szerb repülőgép napalmot és kazettás bombákat dobott le. Bár a legtöbb bomba régi, megbízhatatlan készletekből származott, és nem robbantak fel, a támadások egyértelműen megsértették a repülési tilalmi zónát, és kihívást jelentettek a NATO-nak. A NATO azonnal kereste a válaszlépéseket, de erői a horvát légtérben nem hajthattak végre hadműveleteket, ezzel szemben Bihács határközelisége miatt a szerb repülőgépek Boszniára támadhattak, majd még azelőtt visszajutottak Horvátországba, mielőtt elfogták volna őket. Emiatt a NATO tehetetlen volt a betörésekkel szemben.

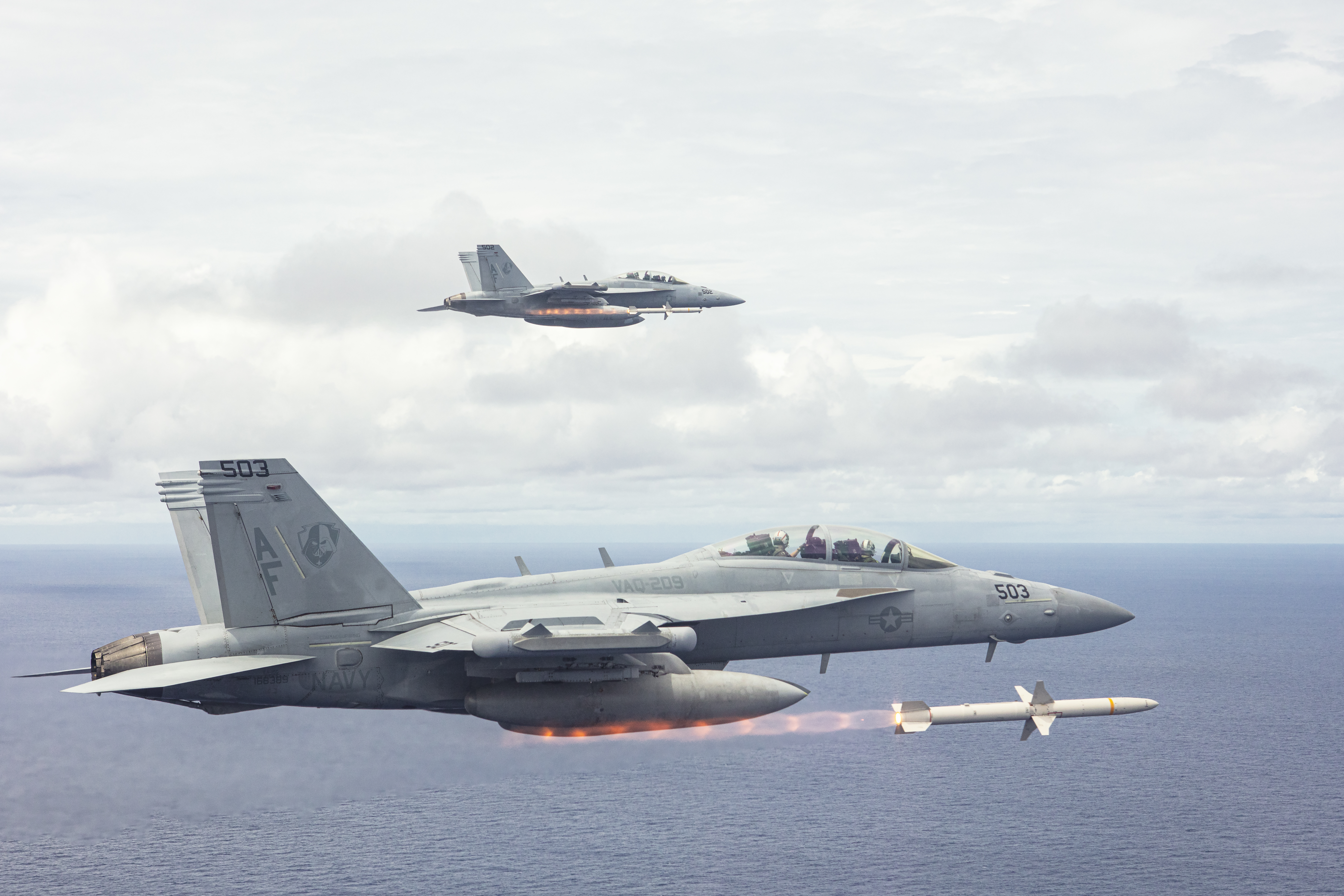
A USAF EA–18G Growler harcászati rádióelektronikai lefogó repülőgépe egyidejűleg két AGM-88 nagysebességű HARM rakétát lő ki egy gyakorlat során

A helyzetet felismerve a Biztonsági Tanács elfogadta a 958-as határozatot, amely lehetővé tette a NATO-repülőgépek horvátországi működését. November 21-én a NATO az új felhatalmazés alapján csapást mért az udbinai repülőtérre. A 39 repülőgépet érintő csapás a NATO addigi történetének legnagyobb háborús hadművelete volt, mindazonáltal olyan „tűszúrásként” kritizálták, amely csekély valódi kárt okozott a szerbek képességeiben, csak átmenetileg tette működésképtelenné a kifutópályákat. A NATO-erők szándékosan tartózkodtak a szerb repülőgépek megtámadásától a repülőtéren, és csak a kifutópályákat és a légelhárító képességeket vették célba. Az udbinai csapást követően a NATO folytatta a csapásokat a térségben, és november 23-án, miután egy NATO felderítőgépet megvilágított egy föld-levegő rakétarendszer (SAM) radarja, a NATO gépei AGM–88 HARM sugárzáselhárító rakétákkal megtámadták az otokai, ill. dvori SAM-telepeket. A szerbek ezekre a csapásokra reagálva azonnal elfogtak 250 UNPROFOR békefenntartót, melyek száma december elejéig összesen 500-ra nőtt. Míg a túszokkal meglehetősen jól bántak, néhányukat emberi pajzsként használták, köztük azt a hármat, akiket a boszniai szerbek Banja Luka-i légitámaszpontján kényszerítettek az aszfaltcsíkra.
Az otokai és dvori csapások után a boszniai szerb erők, miközben előrenyomultak a Bihácsi enklávé ellen, továbbra is föld-levegő rakétákkal vették célba a NATO-repülőgépeket. November 24-én a szerb erők radarvezérlésű rakétákat lőttek ki két brit Tornado F3 repülőgépre. Másnap a szerb erők két NATO F-16-osra lőttek. A növekvő SAM-fenyegetésre és az UNPROFOR túszaira válaszul a NATO december 2-án felfüggesztette repüléseit a boszniai légtérben.
Nem sokkal a NATO-repülések felfüggesztése után Jimmy Carter volt amerikai elnök személyesen tárgyalt egy négy hónapos tűzszünetről Boszniában. Bár előfordult néhány megsértés a tűzszünetben, a konfliktusban részt vevő felek többsége odafigyelt rá. A NATO visszarendelte gépeit a levegőbe, de az ellenségeskedés mérséklődése miatt a következő hónapokban nem vettek részt jelentősebb műveletekben. A Carter-féle fegyverszünet és a NATO légi hadműveletek beszüntetése miatti feszültségcsökkenés a következő hetekben az UNPROFOR-túszok többségének szabadon engedéséhez vezetett.

## A légitevékenység kiterjesztése

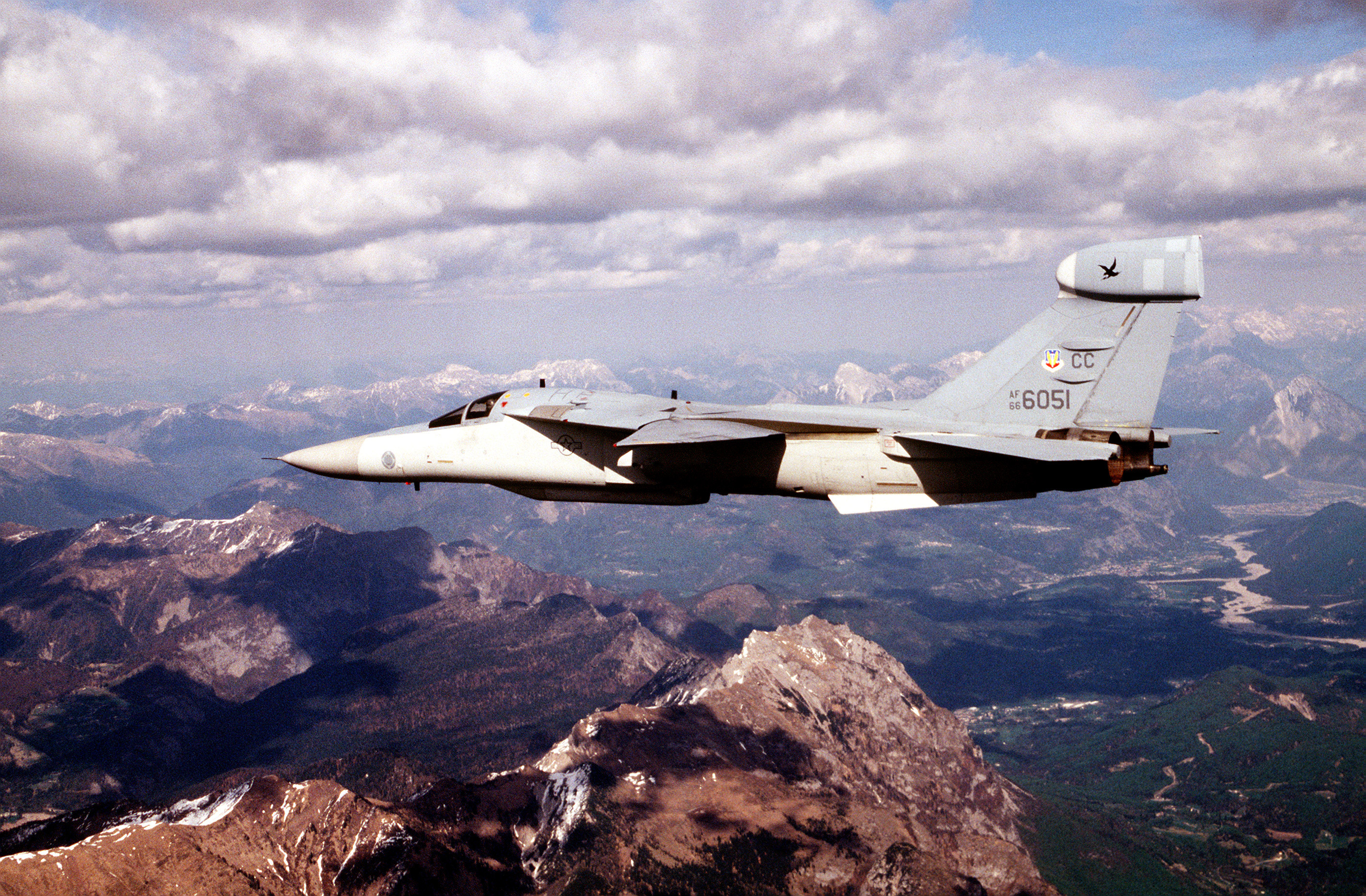
A USAF 429. vadász-század olaszországi Aviano légibázisra telepített EF-111 Raven gépe az észak-olaszországi Alpok fölé repül be a Bosznia feletti repüléstilalmi zóna végrehajtását ellenőrző küldetése közben.

Bár az 1994-es év a Carter-féle fegyverszünettel békésen ért véget, a NATO folytatta az új műveletek tervezését. A NATO és az ENSZ tisztségviselői is úgy vélték, hogy a tűzszünet márciusi lejárta után a harcok kiújulnak. Ennek megfelelően a Balkáni Kombinált Légi Műveleti Központ (CAOC) tervezői elkezdték kidolgozni az új légi műveletek terveit. December végére a tervezők kidolgozták a „Dead Eye” (Halott Szem) nevű tervet, amelynek célja a szerb SAM képességek megszüntetése volt, hogy a NATO visszanyerje vitathatatlan légi fölényét. A következő néhány hónap során a „Dead Eye” tervezése fokozatosan a „Deliberate Force” hadművelet tervévé fejlődött, amely szerb célpontok tömeges bombázását jelentette, és amelyet végül 1995 augusztusában és szeptemberében hajtottak végre.

### Pale bombázása és a túszválság
Miközben a NATO új stratégiáját tervezte, a tűzszünet lejárt, és a jóslatoknak megfelelően a harcok kiújultak. Ahogy a harcok fokozatosan kiszélesedtek, Szarajevó környékén a boszniai muszlim erők nagyszabású offenzívát indítottak. A támadásra válaszul a boszniai szerbek egy ENSZ által őrzött raktárból nehézfegyvereket foglaltak le, és megkezdték a célpontok lövését. Ezen akciók megtorlásaként az ENSZ parancsnoka, Rupert Smith altábornagy NATO légicsapásokat kért. A NATO 1995. május 25-én és 26-án egy palei szerb lőszerraktár bombázásával tett eleget a kérésnek. A küldetést az USAF F-16-osainak és a Spanyol Légierő EF-18As Hornetjeinek lézervezérelt bombáival hajtották végre. A szerbek ezután 377 UNPROFOR túszt fogtak el, és Boszniában a különféle célpontok elleni támadásaik során emberi pajzsként használták őket, ezzel arra kényszerítették a NATO-t, hogy fejezze be csapásait.
A második túszválsággal szembesülve Smith tábornok és más ENSZ-parancsnokok stratégiát kezdtek változtatni. Az ENSZ abból a célból, hogy nehezebb legyen őket megtámadni vagy túszul ejteni, megkezdte erőinek átcsoportosítását védhetőbb helyekre. Ennél is fontosabb, hogy Rose tábornok létrehozta az ENSZ Gyorsreagálású Erőit, egy erősen felfegyverzett, agresszívebb bevetési szabályokkal rendelkező egységet, amelynek célja a békemegállapodások betartatása érdekében, támadó intézkedések megtétele, és ha szükséges, a túszejtés megakadályozása volt.

### Scott O'Grady lelövése

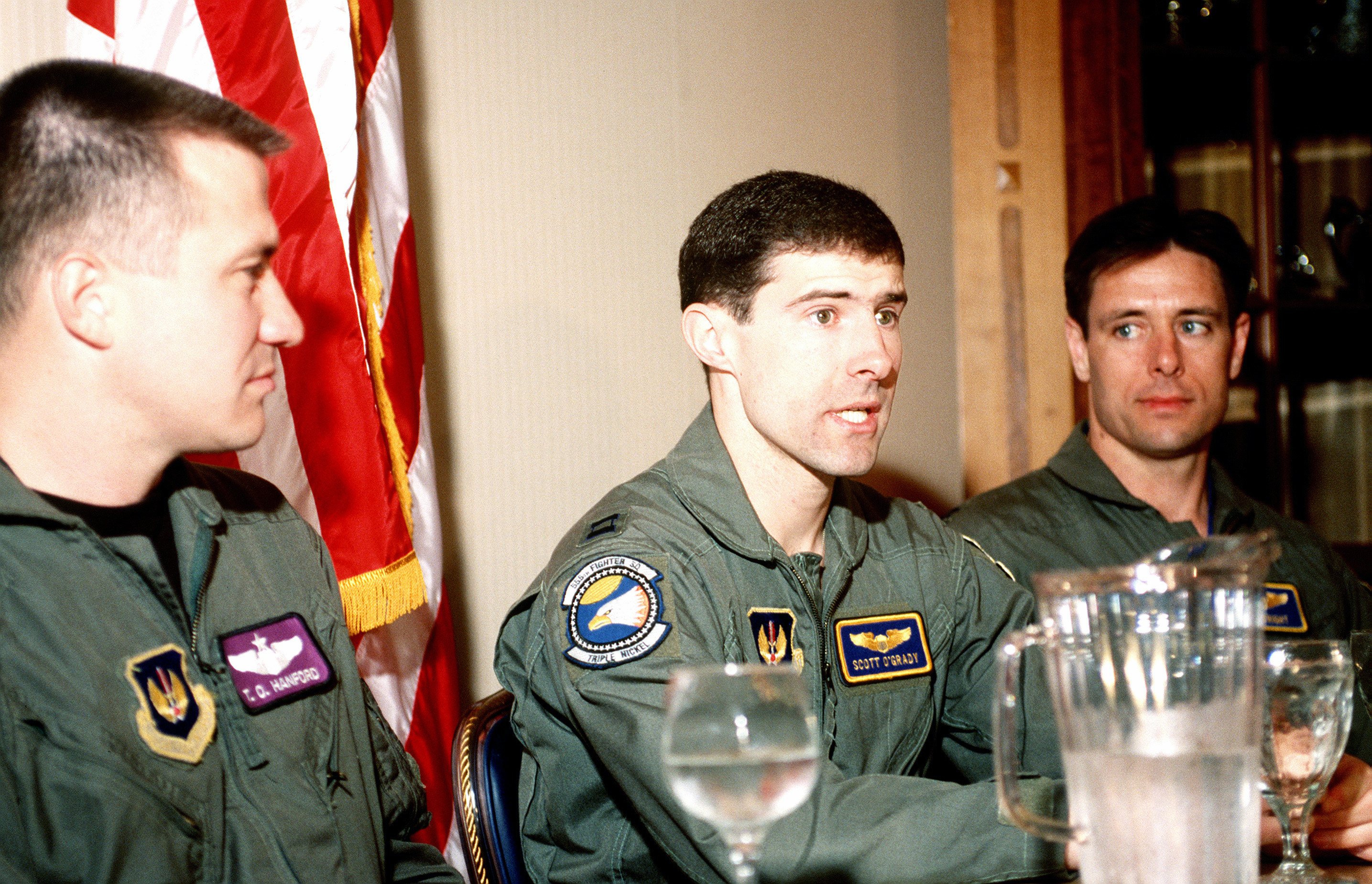
T.O. Hantford, Scott O'Grady és Bob Wright kapitányok egy sajtótájékoztatón O'Grady megmentése után

A 377 túsz elfogása után a NATO nem hajtott végre további légicsapásokat, de a repülési tilalmi zóna támogatására folytatta a rendszeres légi járőrszolgálatot. 1995. június 2-án Scott O'Gradyt, az Egyesült Államok Légierejének kapitányát F-16-osával rutinszerű járőrözésre a repüléstilalmi zónába küldték. Járőrözés közben O'Grady F-16-osát Mrkonjić Grad közelében egy szerb SA-6 föld-levegő rakétarendszer rakétájával lelőtték. O'Grady biztonságosan katapultált, de a szerbek által ellenőrzött területen csapdába esett. Sok amerikai tisztviselő szerint a szerbek szándékosan vették célba, hogy egy amerikait túszul ejthessenek.
Miután O'Gradyt lelőtték, nagyon megnőtt a feszültség a NATO és a boszniai szerbek között. Számos amerikai parancsnok azonnali megtorló légicsapásokra szólított fel; a szerbek azonban továbbra is a Pale bombázása után elfogott túszokkal tartották sakkban a szövetséget. A túszokat érő fenyegetés megakadályozta a NATO-t az erőteljesebb fellépésben, és a szerbek, hogy enyhítsék a feszültséget, azonnal az incidens után 121 túszt szabadon engedtek. Mindazonáltal, a következő hat napon keresztül a helyzet robbanásveszélyes maradt, mígnem június 8-án az Egyesült Államok tengerészgyalogsága 2. tengerészgyalogos hadosztály 8. ezredének 3. zászlóalja kimentette O'Gradyt, ami véget vetett az azonnali támadó akcióra való előkészületeknek. Nem sokkal ezután a szerbek szabadon engedték a megmaradt túszokat. Az incidens következtében a NATO elrendelte, hogy minden további bevetést az ellenséges légvédelem (SEAD) hatástalanítására tervezett repülőgépek kísérjenek.
Augusztus 11-én a szerb légvédelmi tűz ugyanezen a területen lelőtt egy USAF MQ–1 Predator UAV-t is, míg egy másikat augusztus 14-én mechanikai meghibásodás miatt veszítettek el.

### Reagálás Srebrenicára
Egy hónappal az O'Grady-incidens után, július 6-án a VRS offenzívát indított az ENSZ srebrenicai biztonsági övezete ellen. A térségben tartózkodó holland békefenntartók fontolgatták, hogy a NATO légicsapásait kérik a támadásra, de végül a kérés ellen döntöttek, mert a szerbek nem használtak nehézfegyvereket, és féltek egy újabb túszválságtól. Július 10-én, a harcok felerősödésével a holland csapatok végül közeli légi támogatást kértek a NATO-tól, de a „kétkulcsos” rendszer kommunikációs problémái miatt a kérést csak másnap engedélyezték.
Július 11-én a NATO nagyszabású srebrenicai küldetésre készült, amelyben 60 repülőgép vett részt. 14:30-kor a támadás első hulláma, két holland F-16-os a város határában két szerb tankot bombázott. Két USAF F-16-ost azért küldtek ki, hogy megtámadjanak egy szerb tüzérségi eszközt, de nem találták meg a célpontot. Nem sokkal ezután a boszniai szerb csapatok több holland békefenntartót túszként fogtak el, és azzal fenyegetőztek, hogy megölik őket, ha a NATO nem állítja le támadásait. A holland parancsnok ezt jelentette a kormányának, Joris Voorhoeve holland védelmi miniszter pedig azonnal felhívta a NATO műveleti központját, és elrendelte a támadások befejezését.
A nap végére Srebrenica a boszniai szerb erők kezére került, akik brutális etnikai tisztogatási kampányba kezdtek, amelynek során nagyjából 7000 ember vesztette életét. A tragédia nyomán sok megfigyelő a NATO-t hibáztatta, amiért nem használta fel erőteljesebben légi erejét. David Rohde, egy újságíró később azt írta, hogy „ha a NATO közeli légi támogatást korábban alkalmazták volna... a 7079 eltűnt még ma is életben lenne.” Ez az érzés, hogy a NATO több ezer ember halálát megelőzhette volna erősebb fellépéssel, a Deliberate Force hadművelet fokozottabb tervezéséhez vezetett.

### A londoni konferencia
A srebrenicai eseményeket követően az 1995. július 21-én kezdődött londoni konferencián tizenhat nemzet találkozott, hogy fontolóra vegyék a Bosznia számára kínálkozó új lehetőségeket. A konferencia eredményeként Butrosz Butrosz-Ghali ENSZ-főtitkár felhatalmazást adott Bernard Janvier tábornoknak, az ENSZ katonai parancsnokának, hogy a polgári ENSZ-tisztviselőkkel való konzultáció nélkül is kérhessen NATO légicsapást. Az Észak-atlanti Tanács, a NATO legfőbb politikai testülete és az ENSZ is megállapodott abban, hogy Bosznia bármely más biztonsági övezete elleni támadásokra válaszul NATO légicsapásokat alkalmaznak. A konferencia résztvevői elvben egyetértettek abban is, hogy a jövőbeni szerb agresszióra válaszul nagyszabású NATO légicsapásokat alkalmazzanak.

## A Deliberate Force hadművelet
1995. augusztus 28-án a szarajevói piactéren egy aknavetőgránát csapódott be, 37 ember halálát okozva. Az Egyesült Államok ezt követően a támadásért a boszniai szerb erőket tette felelőssé. Leighton Smith admirális, a NATO parancsnoka azt javasolta, hogy a Deliberate Force hadműveletre kidolgozott terv szerint a NATO indítson megtorló légicsapásokat a szerbek ellen. 1995. augusztus 30-án a NATO szerb célpontok nagyszabású bombázásával hivatalosan is elindította a Deliberate Force hadműveletet. Ez a bombázás felváltotta a Deny Flight hadműveletnek a légicsapásokban és a szoros légi támogatásban betöltött szerepét, de a Deny Flight továbbra is aktív hadművelet maradt, továbbra is érvényre juttatva a repüléstilalmi zónát Bosznia felett.
1995. szeptember 20-ig, amikor a Deliberate Force hadművelet véget ért, a Deny Flight szerepe minimális volt. A Deliberate Force hadművelet felfüggesztése után azonban a Deny Flight égisze alatt számos további műveletet hajtottak végre. 1995. október 4-én egy a Deny Flight hadműveletben részt vevő repülőgép, miután föld-levegő rakéták célba vették, HARM rakétákat lőtt ki. 1995. október 8-án az ENSZ Tuzla közelében kért közeli légi támogatást. A rossz időjárási viszonyok miatt a NATO repülőgépei nem tudták megtalálni célpontjaikat, de október 9-én, a Deny Flight utolsó harci bevetésében a NATO repülőgépei visszatértek és megsemmisítettek egy szerb parancsnoki irányítási pontot.

## A Deny Flight hadművelet befejezése
Bosznia békeszerződésének, a daytoni megállapodásnak az aláírása után a Deny Flight küldetésére már nem volt szükség. 1995. december 15-én az Egyesült Nemzetek Biztonsági Tanácsa hivatalosan megszüntette a hadműveletet engedélyező határozatokat, december 16-án pedig az Észak-atlanti Tanács beleegyezett a hadművelet december 20-i hatállyal történő befejezésébe. 1995. december 21-én a NATO hivatalos Deny Flight záróünnepséget rendezett az olaszországi Vicenzában. A Deny Flight-hoz rendelt erők nagy részét a Decisive Endeavour hadműveletbe integrálták, azzal a céllal hogy az új boszniai IFOR békefenntartókat támogassák.

## A résztvevő haderők szervezete

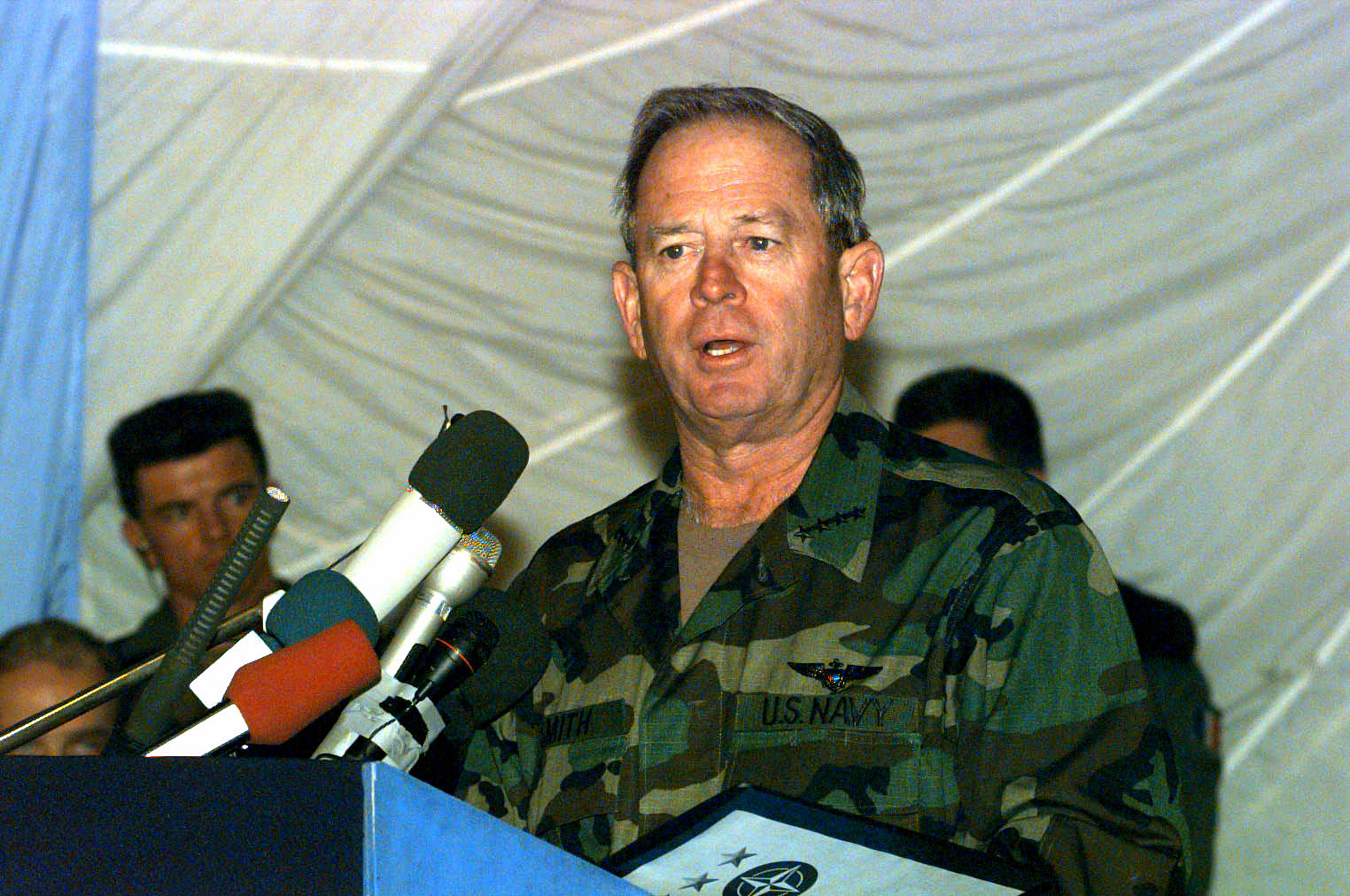
Leighton W. Smith admirális beszél azon az ünnepségen, amelyen átadja a boszniai szövetséges erők irányítását az IFOR-nak.

A Deny Fligh hadműveletet annak működése során a nápolyi székhelyű Szövetséges Erők Dél-Európai főparancsnoksága (Allied Forces Southern Europe – AFSOUTH) irányította. Ennek főparancsnoka a hadművelet kezdetén Jeremy Boorda tengernagy volt, akit 1994-ben Leighton W. Smith admirális váltott fel. Smith és Boorda azonban napi felhatalmazást adott a Szövetséges Légierő Dél-Európai parancsnoksága (AIRSOUTH) részére, amelyet 1994-ig Joseph W. Ashy altábornagy, majd Michael E. Ryan altábornagy irányított. Míg az AIRSOUTH napi szintű parancsnokságot tartott fenn. A „küldetésfeladatok és műveleti irányítás” a NATO 5. szövetséges harcászati légierejének (5ATAF) parancsnokára, kezdetben Antonio Rosetti altábornagyra, majd Andrea Fornaserio altábornagyra (mindketten az Olasz Légierő főtisztjei) volt bízva.
A parancsnoki lánc egyszerűsítése és a tevékenységek koordinálása érdekében a NATO az olaszországi Vicenzában létrehozta a Kombinált Légi Műveleti Központot (CAOC), amely átvette a Deny Flight gyakorlati napi irányítását, és jelentést tett az 5ATAF parancsnokának. A hadműveletben részt vevő minden egység, a koordináció biztosítására, összekötő tisztet küldött a CAOC-hoz. A CAOC eredeti igazgatója az amerikai légierő főtisztje, James Chambers altábornagy volt. 1994 novemberében a helyére Hal Hornburg vezérőrnagy lépett. A gyakorlatban a legtöbb taktikai szintű döntést a repüléstilalommal kapcsolatban a CAOC igazgatója hozta meg, és neki volt felhatalmazása arra, hogy elrendelje a NATO-pilótáknak a repüléstilalmi zóna megsértőinek elfogását.
A Deny Fligh hadművelethez tizenkét NATO-ország biztosított haderőt: Belgium, Kanada, Dánia, Franciaország, Németország, Olaszország, Hollandia, Norvégia, Spanyolország, Törökország, az Egyesült Királyság és az Egyesült Államok. Ez a tizenkét állam együtt összesen 4500 fős személyi állománnyal járult hozzá, akik öt ország – Franciaország, Németország, Görögország, Olaszország és az Egyesült Királyság – légitámaszpontjain, valamint a régió repülőgép-anyahajóin dolgoztak. A részt vevő országok közül nyolc összesen 239 repülőgéppel járult hozzá a hadművelethez, ennek közel fele, 108 az Egyesült Államokból érkezett. Az Egyesült Államokon belül a hadművelethez az amerikai haditengerészet és az amerikai tengerészgyalogság nyújtotta a legtöbb támogatást, és együtt repültek a Deny Flight során végrehajtott légvédelmi bevetések 70%-ával. A konfliktus során a légicsapások nagy részét is az amerikai repülőgépek hajtották végre; a NATO-erők által ledobott 1150 bomba 88%-a amerikai repülőgépektől származott.

## Utóhatások
A hadművelet 983 napig tartott, és 100 420 bevetést foglalt magában, amelyeket 12 NATO-ország 4500 katonája hajtott végre. Ez magában foglalta a NATO történetének első harci tevékenységét, a Banja Luka-i incidenst és a NATO számos első, területen kívüli műveletét. Mint ilyen, a Deny Flight „jelentős műveletet képviselt, ha csak szimbolikus értelemben is, mivel a szövetség nem védelmi minőségben és a területen kívül vállalt harci küldetést”. Ezen a szimbolikus hatáson túl a Deny Flight fontos következményekkel járt a NATO katonai politikájára, a nemzetközi kapcsolatokra és a boszniai háborúra nézve.

### Hatás a katonapolitikára

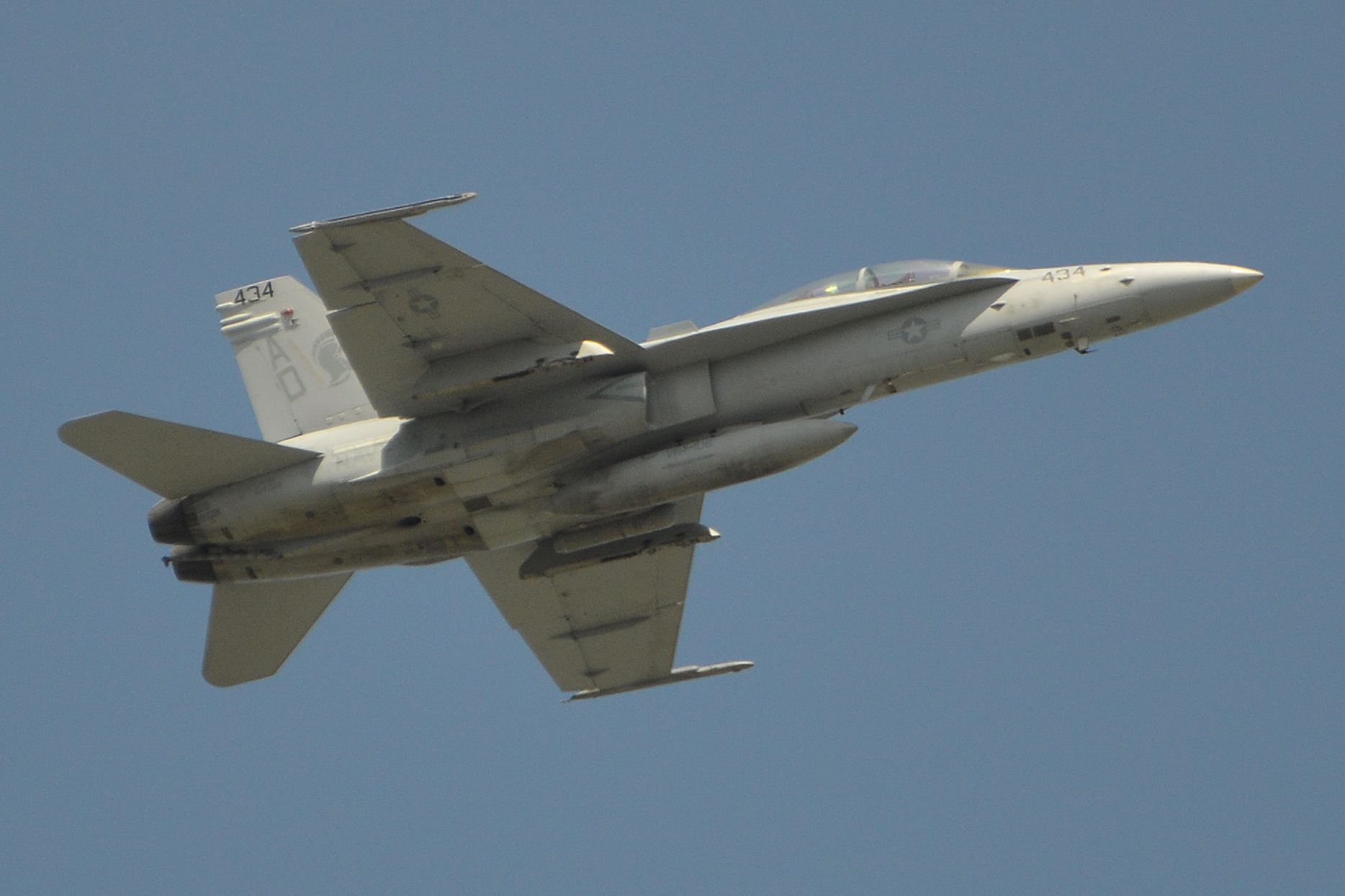
A USAF F/A–18 Hornet negyedik generációs, többcélú, elsődlegesen harcászati elfogó-vadász és vadászbombázó feladatkörre kifejlesztett merevszárnyú repülőgépe

A NATO légierőinek egyik első nagy harci tesztjeként a Deny Flight számos fontos katonai tanulsággal szolgált. A legfontosabb, hogy a Deny Flight segített bizonyítani több technológia hatékonyságát, illetve ösztönözni a fejlesztést. Például a hadművelet során az F/A-18D Hornet „nagyon találékony többcélú platformnak” bizonyult az Egyesült Államok tengerészgyalogsága számára. A Deny Flight szintén fontos szerepet játszott a precíziós irányítású lőszerek irányába való elmozdulásban, mivel a NATO által a konfliktus során ledobott bombák közel 70%-a volt precíziós irányítású, szemben az Öböl-háborúban bevetett 8%-kal. A Királyi Haditengerészet számára a Deny Flight a Sea Harrier újraértékeléséhez és számos újításhoz vezetett. A Királyi Haditengerészet különösen a Paveway II lézervezérelt bombát adta a Harrierhez, precíziós képességet adva neki, és a boszniai harci szükségleteknek megfelelően korszerűsítette a repülőgép fedélzetén lévő elektronikát. A boszniai tapasztalatok arra is késztették a Királyi Légierőt, hogy a Királyi Haditengerészet anyahajóira a jövőbeni hadműveletekre, a nagyobb támadóerő érdekében a Harrier GR7 gépeket telepítse.
A Deny Flight hadművelet során lelőtt négy NATO-repülőgép szintén arra késztette a NATO-tagállamokat, hogy fontolják meg repülőgépeik védelmi képességének fokozását, beleértve a lopakodó képességek növelését. A Deny Flight azt is bemutatta, hogy szükség van a jobb kommunikációra, az együttműködő erők közötti integrációra, és az ENSZ-személyzet technikai képzésére a NATO katonai rendszereivel való együttműködéshez. Végezetül a Deny Flight keretében megállapított hadviselési szabályok szintén fontos szerepet játszottak a háborútól eltérő későbbi NATO-műveletekben, köztük a Joint Endeavour hadműveletben, sőt a NATO afganisztáni hadműveletei esetében is.

### Hatás a szövetségi kapcsolatokra
A Deny Flight hadművelet és más NATO-műveletek a boszniai háború alatt jelentős feszültséget eredményeztek a NATO-n és az atlanti kapcsolatokon belül. A Deny Flight és más korai hadműveletek „arra kényszerítették a szövetségeseket, hogy fontolóra vegyék a NATO katonai felelősségének kérdését a hagyományos védelmi övezetén kívül eső területekért, és ez volt az a terület, ahol mélyen megosztottak voltak”. Az Egyesült Államok és európai szövetségesei közötti nézeteltérések a légierő felhasználásának időpontjáról és módjáról ebben az időszakban „problémásabbá tették a szövetségen belüli diplomáciát”. A kapcsolatok ezen problémái közül sok az európai nemzetek aggodalmaiból fakadt, akik az UNPROFOR-ban olyan erőkkel rendelkeztek, amelyeket esetleg túszul ejtenek. Az a tény, hogy az Egyesült Államok anélkül szorgalmazta a légicsapásokat, hogy saját erőit a szárazföldi műveletekre vezényelte volna Boszniában, nagymértékben súlyosbította ezt a problémát.
A Deny Flight is segített meghatározni a jövőbeli ENSZ-NATO kapcsolatok útját. A hadművelet során a NATO „frusztrációt érzett amiatt, hogy egy párhuzamos ENSZ-hatóság levágta a szárnyait”, míg az ENSZ tisztviselői aggódtak amiatt, hogy a NATO légicsapásai milyen hatással lesznek az Egyesült Nemzetek Szervezetének vélt semlegességére. A NATO-fellépés engedélyezésének „kétkulcsos” eljárása miatti csalódottság arra késztette a NATO-tiszteket is, hogy a jövőben elutasítsák az ilyen megállapodást. Leighton Smith admirális, a NATO-erők parancsnoka a Deny Flight alatt ezt az érzést meglehetősen nyersen kifejezte, mondván: „Soha ne legyen még egy kettős döntés” abban a kérdésben, hogy a későbbi NATO-erőket a Balkánon a NATO parancsnoki láncának kizárólagos ellenőrzése alá helyezik. Míg az ENSZ-NATO kapcsolatokra gyakorolt hatások közül sok negatív volt, a Deny Flight pozitív következményekkel is járt. A művelet során a NATO és az ENSZ története során először cserélt összekötő tiszteket, precedenst teremtve a kettő közötti katonai együttműködésre. A Deny Flight során tapasztalt kommunikációs és koordinációs kudarcok „a kölcsönös megértés és a közös megoldások vágyát” is keltették a két szervezet között. Ez az együttműködési vágy kulcsfontosságú volt az IFOR, majd később az ENSZ-NATO együttműködés megalapozásában Boszniában és máshol.

### Hatás a boszniai háborúra
A Deny Flight jelentős szerepet játszott a boszniai háború alakításában is, bár annak pontos hatása vitatott. Míg Richard Holbrooke, az amerikai boszniai különmegbízott a Deliberate Force hadműveletet „a hidegháború utáni kapcsolatok történelmi fejleményeként” és a boszniai háború befejezésének döntő elemeként ismerte el, a Deny Flight tényleges hatása a konfliktus menetére tompább volt. A Deny Flight légicsapásai egyike sem volt akkora léptékű, mint a Deliberate Force során végrehajtottaké, és nem változtattak jelentősen az erőviszonyokon. A Deny Flight azonban sikeres volt abban, hogy „semlegesítette a szerbek előnyét a merevszárnyú légierő terén”. A Deny Flight nyitott utat a Deliberate Force hadművelethez is. Robert E. Hunter, az Egyesült Államok akkori NATO-nagykövete szerint a Deny Flight kulcsfontosságú volt a „konszenzusos támogatás kiépítésében a légierő egyre erőteljesebb használatához Bosznia felett”, amely végül a Deliberate Force hadműveletben csúcsosodott ki.
Bár a Deny Flight anyagi hatása minimális volt, jelentős politikai hatása volt. Michael Beale szerint a kezdetektől fogva a hadművelet hallgatólagos célja az volt, hogy demonstrálja az ENSZ és a NATO eltökéltségét a boszniai helyzet stabilizálása iránt, hogy békés rendezést lehessen elérni”. Tekintettel a Deny Flight helikopterek általi megsértésére, valamint a NATO és az ENSZ közötti koordináció gyakori kudarcára, bizonytalan, hogy a Deny Flight teljesítette-e ezt a küldetést. Michael R. Gordon, a The New York Times katonai főtudósítója szerint mindazonáltal a NATO korlátozott légicsapásai a Deny Flight alatt „bizonyították eltökéltségét az Egyesült Nemzetek személyi állománya és a boszniai civilek védelmében”. Ez az elhatározás volt végül a béke kulcsa.

### Könyvek
- Beale, Michael. Bombs over Bosnia: The Role of Airpower in Bosnia-Herzegovina. Maxwell Air Force Base, Montgomery: Air University Press (1997). OCLC 39892597
- Boot, Max. War Made New. New York: Gotham Books (2006). ISBN 1-59240-222-4. OCLC 69104262
- Bucknam, Mark. Responsibility of Command. Maxwell Air Force Base: Air University Press (2003). ISBN 1-58566-115-5. OCLC 52199670
- The War in Bosnia-Herzegovina. Armonk: M.E. Sharper (1999). ISBN 1-56324-308-3. OCLC 44955248
- Davis, Bradley. The Planning Background, Deliberate Force. Maxwell Air Force Base: Air University Press (2000). ISBN 1-58566-076-0. OCLC 43095788
- Foster, Edward. NATO's Military in the Age of Crisis Management. London: Royal United Services Institute for Defence Studies (1995). ISBN 0-85516-099-3. OCLC 32775929
- Holbrooke, Richard. To End a War. New York: Modern Library (1999). ISBN 0-375-75360-5. OCLC 40545454
- Moore, Rebecca. NATO's New Mission. Westport: Praeger Security International (2007). ISBN 978-0-275-99296-5. OCLC 74966600
- National Defense University. Allied command structures in the new NATO. National Defense University Press (1997. április 1.). ISBN 1-57906-033-1
- Ripley, Tim. Conflict in the Balkans, 1991–2000. London: Osprey Publishing (2001). ISBN 1-84176-290-3
- Rohde, David. A Safe Area, Srebrenica: Europe's Worst Massacre Since the Second World War. London: Pocket Books (1997). ISBN 0-671-00499-9. OCLC 37329422

### Szakcikkek
- Allin, Dana. NATO's Balkan Interventions, Adelphi Paper 347. International Institute for Strategic Studies (2002). ISBN 0-19-851676-2
- „Bosnian Serb leader parlays with Carter, promises peace moves”, Deutsche Presse-Agentur, 1994. december 15.
- Cohen, Roger. „NATO, Expanding Bosnia Role, Strikes a Serbian Base in Croatia”, The New York Times, 1994. november 22.
- Cohen, Roger. „Serbs Release 55 Canadians But Renew Attack on Enclave”, The New York Times, 1995. december 9. (Hozzáférés: 2009. április 28.)
- „Deny Flight shootdown may put USAF on the offensive”, Jane's Defence Weekly, 1995. június 24.
- „Flexing Joint Muscle: Mixed air groups aboard carriers”, Jane's Navy International, 1997. december 1.
- Gordon, Michael. „Conflict in the Balkans: NATO; Modest Air Operation in Bosnia Crosses a Major Political Frontier”, The New York Times, 1994. április 11. (Hozzáférés: 2009. február 17.)
- Gordon, Michael. „No 'Green Light' for Serb Attacks, Clinton Says”, The New York Times, 1994. április 5. (Hozzáférés: 2009. február 17.)
- Gordon, Michael R.. „Conflict in the Balkans: NATO Craft Down 4 Serb Warplanes Attacking Bosnia”, The New York Times, 1994. március 1. (Hozzáférés: 2012. november 17.)
- Leurdijk, Dick. „Before and after Dayton: The UN and NATO in the former Yugoslavia”, Third World Quarterly
- Owen, Robert. „The Balkans Air Campaign Study: Part 1”, Airpower Journal, 1997. május 10.
- „RAF Harriers could add teeth to RN carriers”, Jane's Defence Weekly, 1996. június 26.
- „Ratko Mladic's very personal war”, BBC World Service, 2008. július 26. (Hozzáférés: 2009. március 8.)
- Safire, William. „Essay: Biting Bosnia's Bullet”, The New York Times, 1995. november 23. (Hozzáférés: 2009. február 16.)
- Cohen, Roger. „Shelling Kills Dozens in Sarajevo; U.S. Urges NATO to Strike Serbs”, The New York Times, 1995. augusztus 29. (Hozzáférés: 2012. november 16.)
- Simmons, Dean. „Air operations over Bosnia”, United States Naval Institute Proceedings, 1997. május 1.
- Slick, Anthony. „Working the swing role into the 21st century--The F/A-18D”, Marine Corps Gazette, 1995. május 1.
- Spence, Mike. „Lessons for combined rules of engagement”, United States Naval Institute. Proceedings., 2000. október 1.
- Starr, Barbara. „Deny Flight forces poised for Bosnia strikes”, Jane's Defence Weekly, 1993. augusztus 14.
- Starr, Barbara. „The Jane's Interview”, Jane's Defence Weekly, 1995. január 28.
- Sudetic, Chuck. „Napalm and Cluster Bombs Dropped on Bosnian Town”, The New York Times, 1994. november 19. (Hozzáférés: 2009. április 28.)
- „Carter Undertakes Bosnia Peace Initiative”, The Washington Post , 1994. december 15.
- Wallander, Celeste. „Institutional Assets and Adaptability: NATO After the Cold War”, International Organization, 2000. május 10.

### Web források
- Operation Deny Flight. AFSOUTH Fact Sheets. NATO Regional Headquarters Allied Forces Southern Europe. [2011. május 13-i dátummal az eredetiből archiválva]. (Hozzáférés: 2011. április 17.)
- Resolution 816. United Nations Security Council Resolutions. UN Security Council. (Hozzáférés: 2009. február 17.)

### Bibliográfia
- Berta Sándor (ford.): A Deny Flight hadművelet. Haditechnika 1997/1, 25–26.
- Gelencsér György nyá. ezredes: Szerbia légvédelme a NATO légi hadműveletei idején. In: Haditechnika 2002/2, 21–24.

## Fordítás
Ez a szócikk részben vagy egészben  az   Operation Deny Flight című angol Wikipédia-szócikk ezen változatának fordításán alapul.  Az eredeti cikk szerkesztőit annak laptörténete sorolja fel. Ez a jelzés csupán a megfogalmazás eredetét és a szerzői jogokat jelzi, nem szolgál a cikkben szereplő információk forrásmegjelöléseként.